# Södermanlands runinskrifter 245
Runinskrift Sö 245 består av ett runstensfragment som hittades i grunden till en loge som revs år 1900. Brottstycket placerades vid en gödselstack till gården Vadet på Söderbyvägen 28, nära Lillgården och söder om centrala Tungelsta i Västerhaninge socken, Sotholms härad och Haninge kommun på Södertörn.

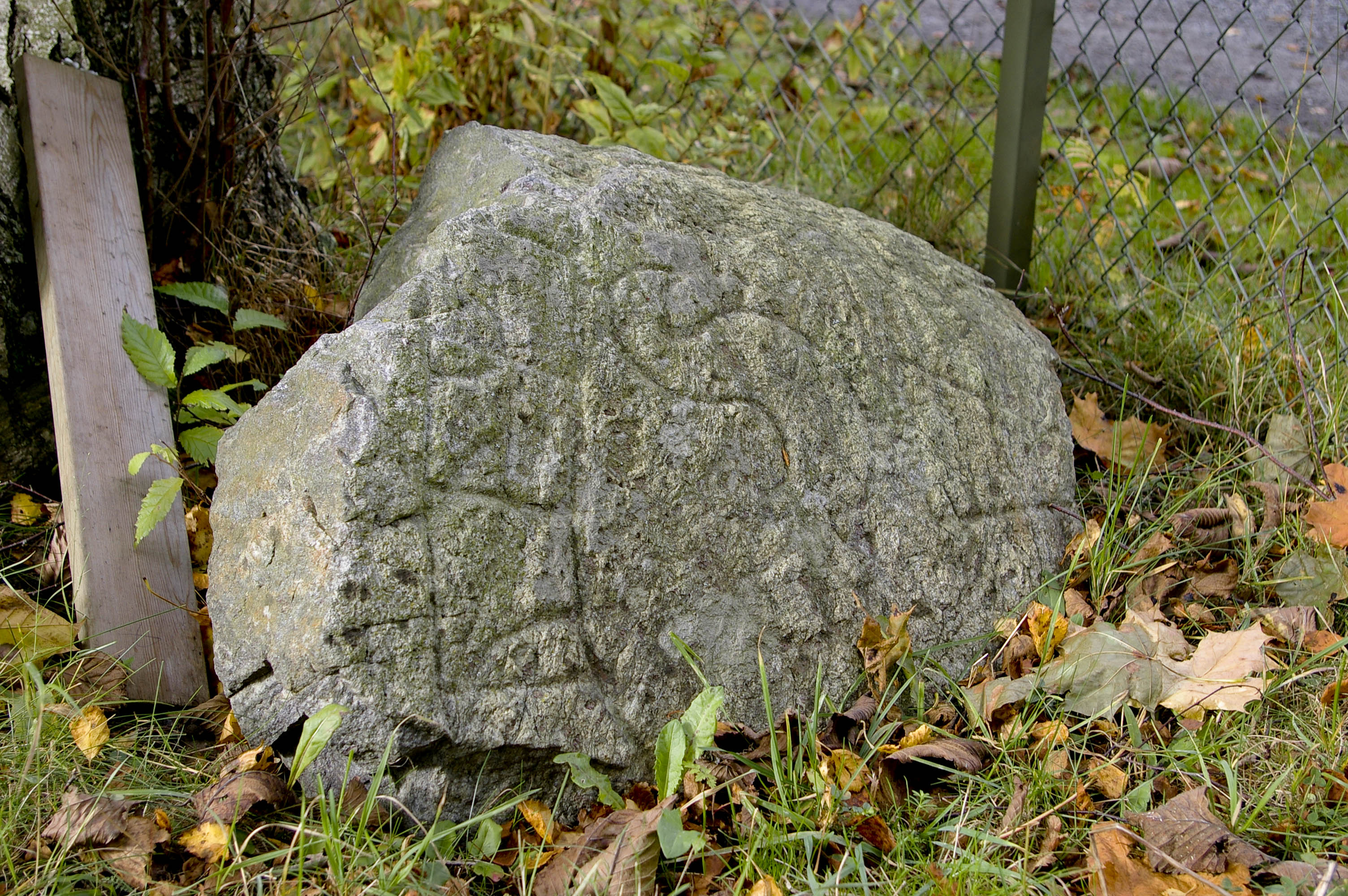
Sö 245, år 2012.

Endast en bit av runstenens övre del har bevarats och dess ornamentik inom runslingan uppvisar en tupp som står ovanpå övre korsarmens ytterkant. Nedanför skymtar ett ringkors. Av texten återstår blott ett fåtal runor och stenen har under de senare åren vittrat och blivit hårt angripen av lavar. 

## Inskriften
Translitterering av runraden:
...ul : ma- : san : (b)-...